# Artur Szulc
Artur Szulc, född 1 september 1976 i Szczecin i Polen (bosatt i Sverige sedan december 1981), är en polsk-svensk författare av populärhistoriska böcker och artiklar med fokus på Polen.
Artur Szulc har en magisterexamen i historia och en gymnasielärarexamen med behörighet att undervisa i historia, svenska och filosofi. Hösten 1999 studerade han polsk 1900-tals historia vid universitetet i Gdańsk.  
Szulc har regelbundet medverkat som skribent i numera nedlagda tidskrifter som Pennan & Svärdet, Militär Historia och Allt om Historia. Sedan flera år tillbaka är han återkommande recensent och skribent i Populär Historia. 
Han har skrivit flera debattartiklar och gästkrönikor i Göteborgs-Posten  och magasin Opulens samt bidragit med kommentarer åt P4 Skaraborg om polsk politik och om Sverige i Radio Szczecin och TVP3 Szczecin.